# 鄂华
鄂华（1932年—2011年5月14日），原名程庆华，男，湖北荆门人，中国作家，吉林省文学艺术界联合会原副主席，吉林省作家协会原副主席。